# Glorieta de San Diego (Sevilla)

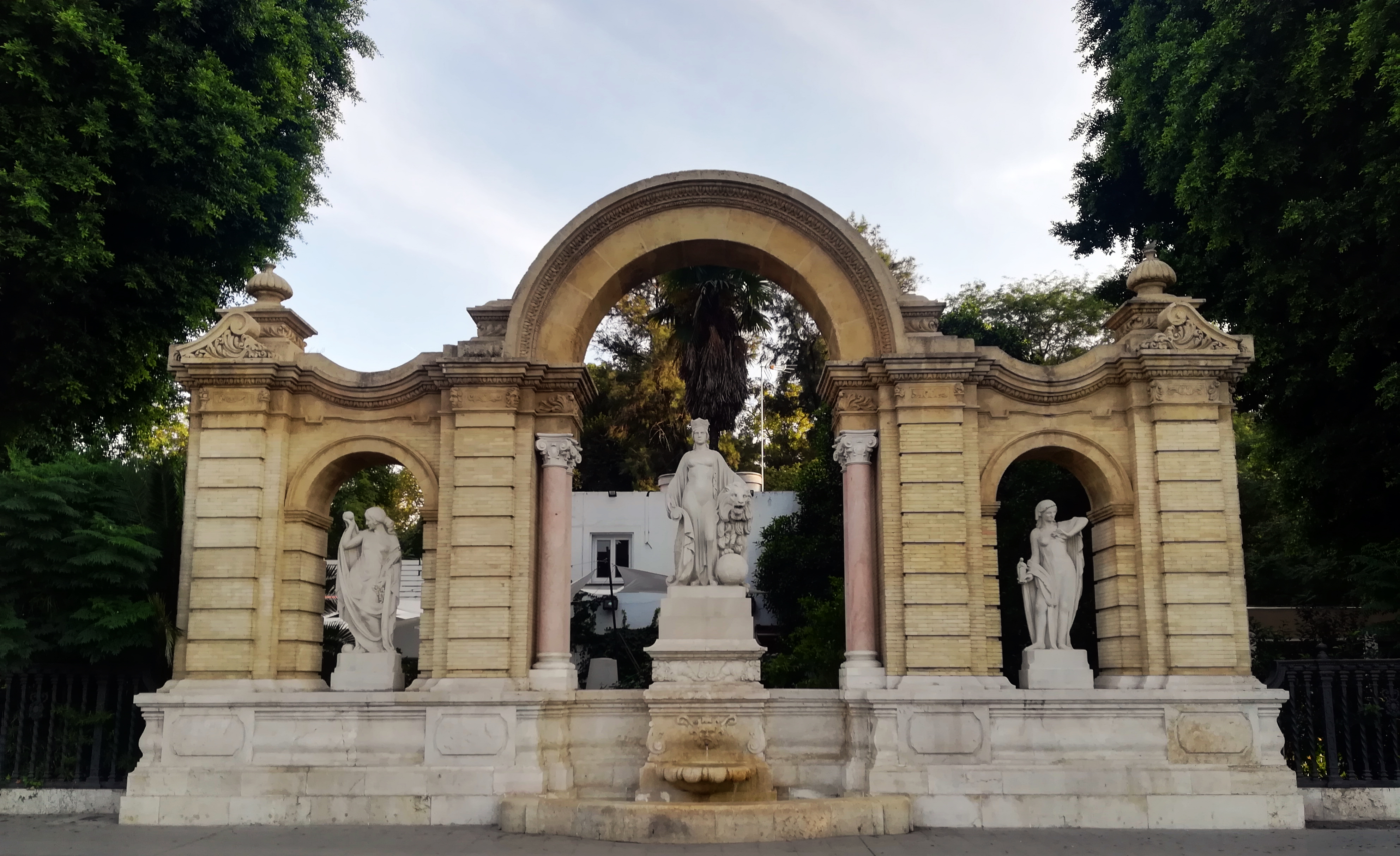
Glorieta de San Diego.

La glorieta de San Diego está ubicada en uno de los accesos al parque de María Luisa de Sevilla, por la zona de la plaza de España. En la Exposición Iberoamericana de 1929, decoraba la principal zona de acceso.

## Historia
La Orden de San Francisco, fundada por San Francisco de Asís, estaba instalada en Sevilla ya desde el siglo XIII. Su principal convento era la Casa Grande de San Francisco. En la década de 1580 se asentó en la ciudad una nueva rama franciscana: los alcantarinos, que se instalaron en el convento de San Diego de Alcalá.
El convento de San Diego se construyó al sur de la ciudad, junto al Guadalquivir. En el 1784 hubo una inundación y abandonaron el convento para residir en el extinguido noviciado jesuita de San Luis (los jesuitas habían sido expulsados por Carlos III en 1765). Con Fernando VII, se permite a los jesuitas volver y estos reclaman todos sus bienes, por lo que en 1816 los franciscanos abandonaron San Luis y se trasladaron a una casa particular en la calle Imperial.
Intentaron volver a su sede original, pero esta había sido adjudicada en 1784 al industrial inglés Nathan Wetherell, que la había convertido en una fábrica de curtidos. Esto provocó un litigio entre Wetherell y los dieguinos.
Finalmente, Wetherell adquirió unas casas en el centro que habían pertenecido al hospital de San Antonio Abad y un solar cerca de su iglesia y puso esos inmuebles a nombre del Ayuntamiento a cambio de que los usufructuarios fueran los frailes. Estos permanecieron allí hasta la exclaustración de Mendizábal de 1835.
En 1842 la familia de Wetherell vendió el edificio de la fábrica de curtidos a Clara Osorno, viuda de José de Checa. En 1849 Antonio de Orleans, duque de Montpensier, se trasladó con su esposa, María Luisa de Borbón, a vivir en el cercano palacio de San Telmo. El duque adquirió las huertas y la vieja fábrica para ampliar sus jardines. El inmueble fue readaptado por el arquitecto Juan Talavera y Heredia para ser usado como almacén, caballerizas y dependencias del servicio. La iglesia del antiguo convento fue destinada a capilla para los empleados del palacio.
En 1892 la infanta María Luisa, ya viuda, cedió los terrenos del jardín para que sirvieran de parque público municipal. Acto seguido, el ayuntamiento acometerá una serie de obras para acondicionar el lugar, entre las que estará la creación de avenida de María Luisa y el derribo de la fábrica de curtidos en 1893.
En su lugar se levantó el Casino de la Exposición y el teatro Lope de Vega. El teatro y el casino eran edificios unidos que servirían de pabellón de Sevilla en la Exposición Iberoamericana de 1929.

## Descripción
Esa zona era la entrada principal al recinto de la exposición. Aníbal González, que era el arquitecto jefe de la muestra, estuvo planteando diversas opciones para ese entorno desde 1911.
En 1925 presentó al Comité de la Exposición el proyecto de un gran arco neoplateresco. No obstante, Aníbal González dimitió y Vicente Traver se hizo cargo de las obras en 1927, planteando un gran cercado de hierro semielíptico y, en el centro, una estructura con tres arcos.
En el vano central hay una imagen simbólica de Hispania ataviada con una túnica y un manto. Hispania porta un escudo de España con el NO8DO. Junto a ella hay un león con una bola del mundo. Esta escultura es obra de Manuel Delgado Brackenbury.
En el vano derecho hay una escultura titulada La riqueza espiritual de Sevilla que es una mujer con una túnica sosteniendo una imagen de la Inmaculada. En el vano izquierdo hay otra titulada La riqueza material de Sevilla, donde hay una mujer vestida de forma similar que tiene productos de huerta en una cornucopia. Ambas esculturas son de Enrique Pérez Comendador.
Los arcos están sostenidos por columnas de mármol rojo. El monumento cuenta con un zócalo con una fuente. Toda la estructura fue diseñada por Vicente Traver en 1927.
Cercano a esta glorieta se encuentra el monumento a La Raza, obra de Santiago Martínez en 1929.

## Galería de Imágenes

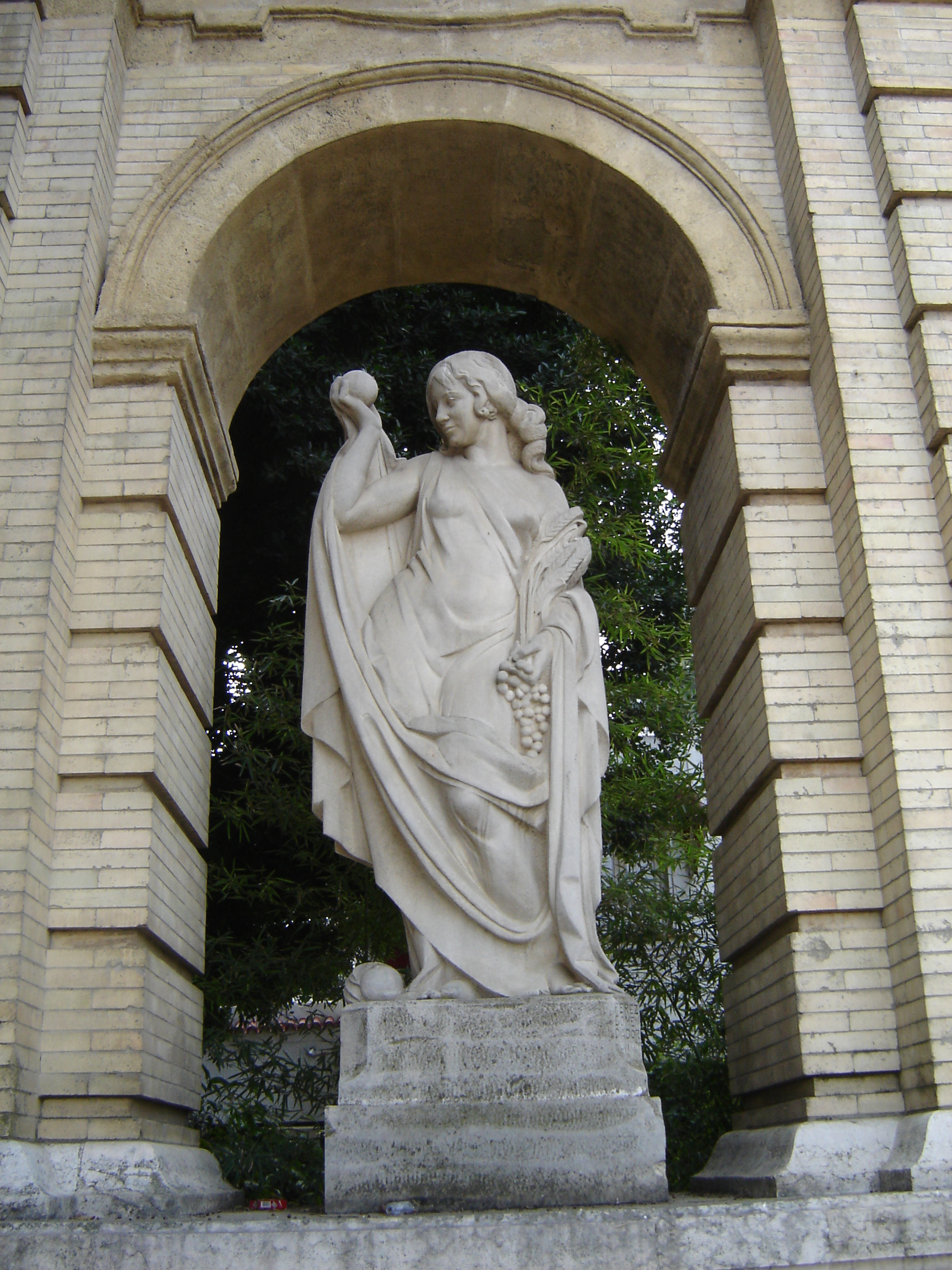
Imagen alegórica representando a la riqueza material
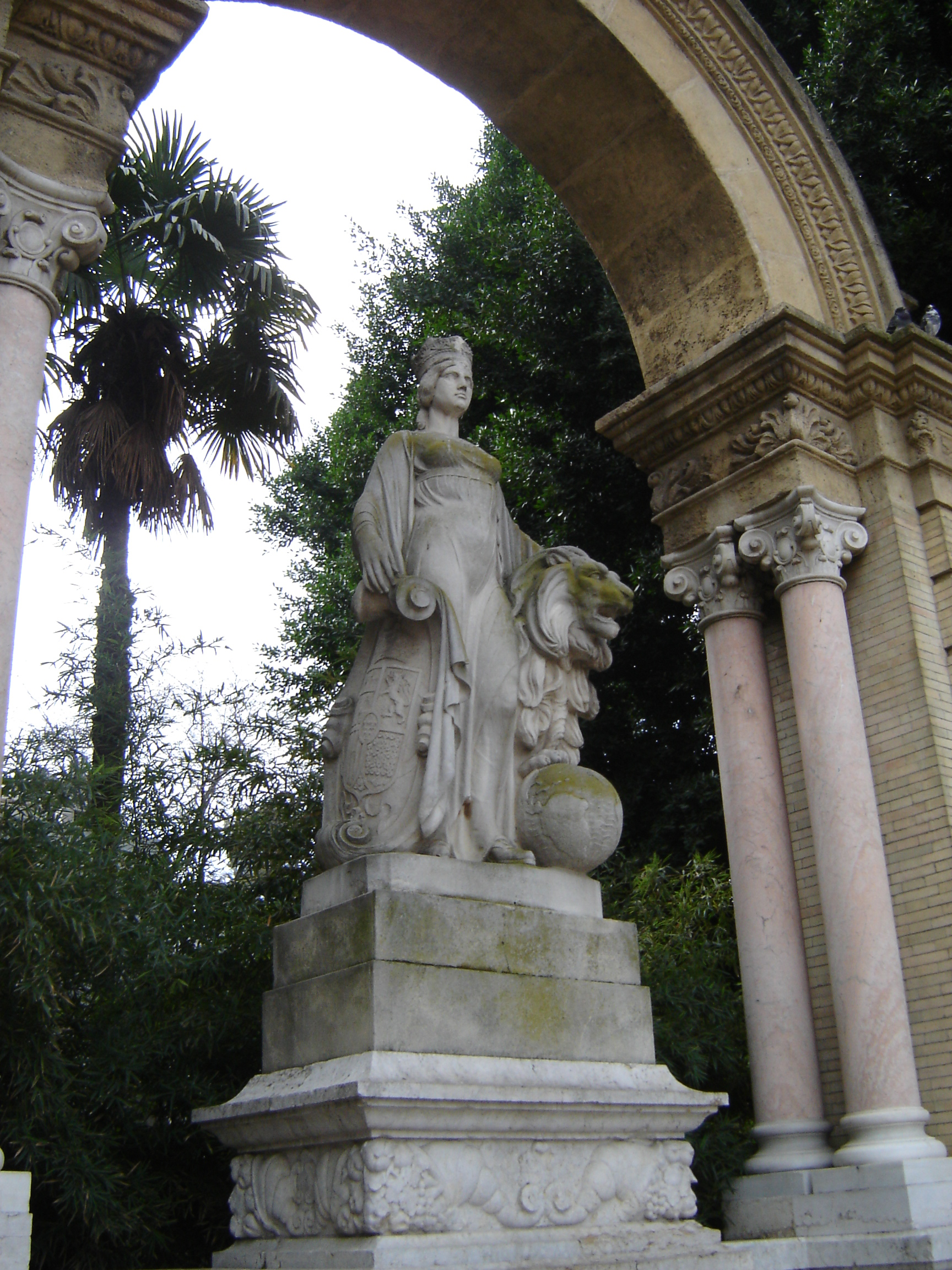
Imagen alegórica representando a Hispania
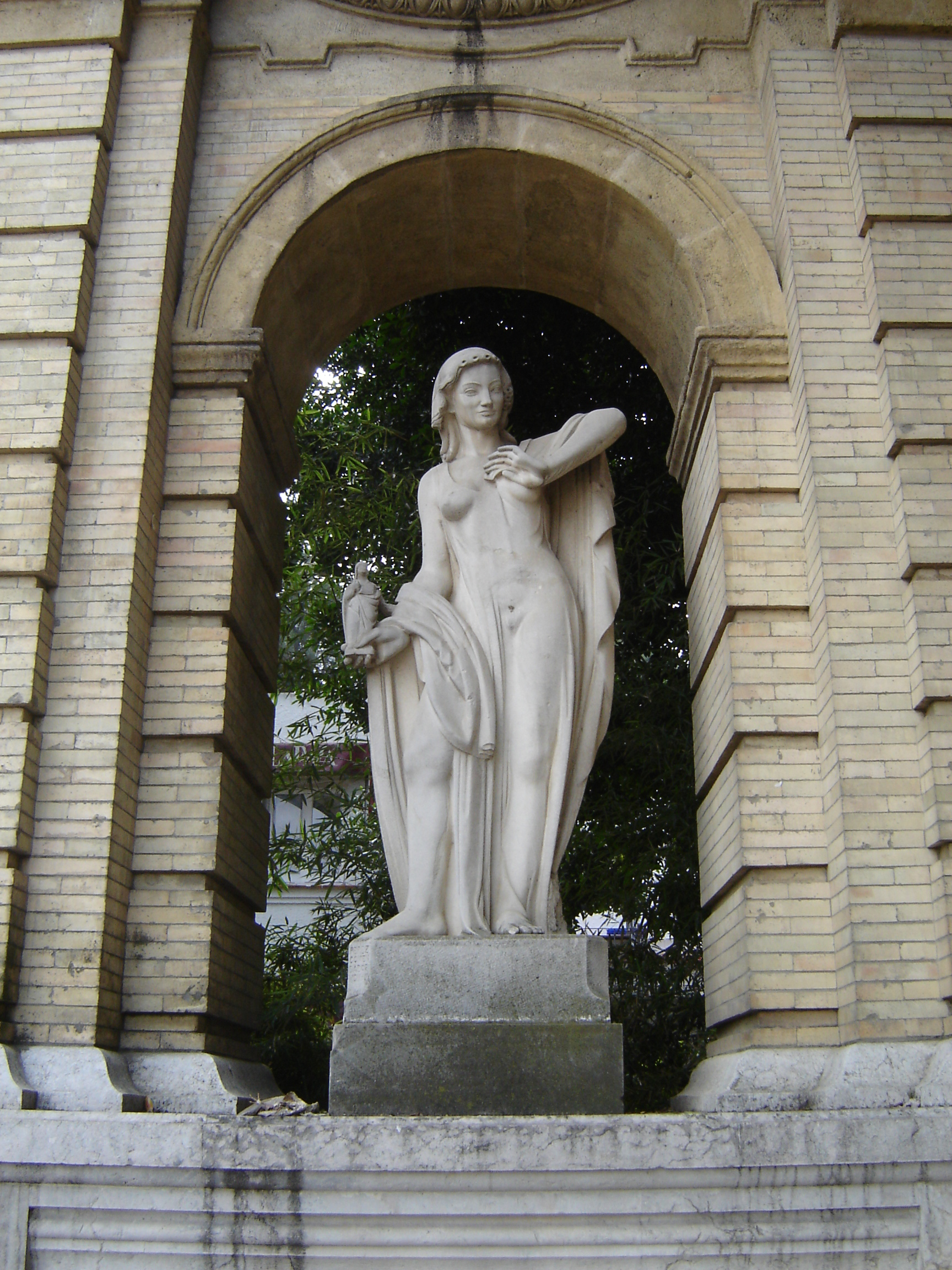
Imagen alegórica representando a la riqueza espiritual